# Antigues Cotxeres de Can Font i jardí
Les Antigues Cotxeres de Can Font i jardí és una obra de Lloret de Mar (Selva) protegida com a Bé Cultural d'Interès Local.

## Descripció
Edifici cantoner en xamfrà que consta de planta baixa i pis. A la planta baixa hi trobem la porta del garatge i al pis dues finestres amb ampit i motllures decoratives. La façana està coronada per un frontispici semicircular que descansa sobre una cornisa. A les cantonades de la planta baixa el parament sobresurt respecte de la façana imitant carreus. Pel que fa al pis, trobem pilastres adossades amb coronades amb decoració vegetal. A l'interior hi ha un pati amb un porxo cobert amb ceràmica vidriada.
Aquest edifici es podria atribuir a Joaquim Artau i Fàbregas.